# N-Strahlen
Die N-Strahlen sind hypothetische energiereiche Strahlen, die Anfang des 20. Jahrhunderts vom französischen Physikprofessor René Blondlot beschrieben wurden, sich nach über einem Jahr starken wissenschaftlichen Interesses letztlich aber als Irrtum erwiesen. Statt als dritte epochemachende Entdeckung dieser Zeit neben die Radioaktivität und die Röntgenstrahlen zu treten, erwies sich die Forschung an diesem letztlich nicht existierenden Phänomen als Beispiel für pathologische Wissenschaft, bei der die wissenschaftliche Selbstkontrolle eine Zeit lang versagt.
Der Name leitet sich von der Stadt Nancy ab, der Geburts- und Universitätsstadt Blondlots.

## Vermeintliche Entdeckung

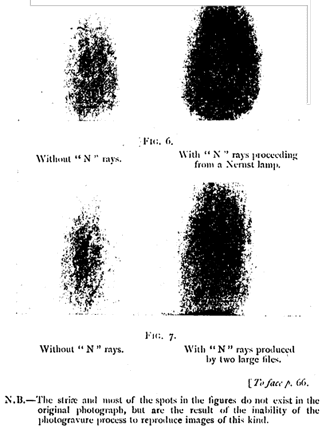
„Einfluss“ der N-Strahlung auf die Funkenhelligkeit, veröffentlicht durch Blondlot (1904)

Der französische Physiker René Blondlot, Direktor des Physikalischen Instituts der Universität Nancy und angesehener Wissenschaftler, glaubte bei Untersuchungen zu den 1895 entdeckten Röntgenstrahlen (welche zunächst „X-Strahlen“ genannt wurden), eine weitere neuartige Strahlung entdeckt zu haben. Im Jahr 1903 berichtete er erstmals in wissenschaftlichen Publikationen über „N-Strahlen“ – diesen Namen schlug er am 25. Mai 1903 vor.
Ausgangspunkt waren Experimente mit einem heißen Platindraht im Inneren einer Eisenröhre, welche einen Teil der vom Draht abgegebenen Röntgenstrahlung durch ein schmales und dünnes Aluminium-Fenster austreten ließ. Blondlots Ziel war die Suche nach Materialien, mit denen er die Polarisation der durch das Fenster austretenden Röntgenstrahlung nachweisen könnte. Blondlot schilderte, dass die Helligkeit schwacher Leuchtquellen sich verstärke, wenn N-Strahlen auf sie fielen. Die Helligkeit einer matten Glasscheibe, die von Funken einer Funkenstrecke beleuchtet wurde, und die Helligkeit einer schwach leuchtenden Gasflamme würde jeweils größer sein als ohne N-Strahlen. Als Nachweis dienten auch Calciumsulfid-beschichtete Flächen, die zuvor durch Sonnenlicht zu Phosphoreszenz gebracht worden waren, oder einfaches schwach beleuchtetes Papier. Später schlussfolgerte Blondlot – und unabhängig davon auch Augustin Charpentier –, dass sich auch die Wahrnehmungsfähigkeit des menschlichen Auges erhöhen würde, wenn es von N-Strahlen getroffen wird.
Im Frühjahr 1903 veröffentlichte Blondlot seine Beobachtungen in den angesehenen Comptes Rendus, dem wichtigsten Publikationsorgan der Académie des Sciences. Bis Ende des Jahres folgten bereits zwölf weitere Veröffentlichungen dort.
In der Folge untersuchten und bestätigten viele Forscher die neuartige Entdeckung. In den folgenden Monaten wurden von 120 Wissenschaftlern etwa 300 wissenschaftliche Artikel zum Thema publiziert, zahlreiche davon von Blondlot, Charpentier und Jean Becquerel (Sohn des Nobelpreisträgers Henri Becquerel), und insgesamt vorwiegend von französischen Forschern. Zahlreiche Objekte wurden als Quellen von N-Strahlen identifiziert. Eine ergiebige Quelle von N-Strahlung stellten angeblich Auer-Glühstrümpfe dar, die damals weit verbreitet waren, ebenso wie Nernstlampen, nicht aber Bunsenbrenner. Blondlot identifizierte auch die Sonne als Quelle. Sein Professorenkollege Augustin Charpentier glaubte, die Abstrahlung von N-Strahlen durch Muskeln, Nerven und das menschliche Gehirn nachzuweisen, was besonderes Gewicht dadurch erhielt, dass die größte damalige Autorität Frankreichs zum Thema Elektrizität und Magnetismus, Jacques-Arsène d’Arsonval, die Veröffentlichung veranlasste. Auch ein in schwarzes Papier eingewickelter Ziegelstein habe N-Strahlen abgegeben, sobald man ihn ins Sonnenlicht brachte. Holz – insbesondere Grünholz – sei durchlässig für N-Strahlen, emittiere diese Strahlung hingegen nicht. N-Strahlen würden Aluminium oder Papier durchdringen, schon ein dünner Wasserfilm sei jedoch undurchdringlich.
Blondlot beschrieb die spektrale Zerlegung der N-Strahlen mittels eines Prismas und einer Linse aus Aluminium. Es läge ein komplexes Spektrum vor, gefunden worden seien N-Strahlen mit unterschiedlichem Brechungsindex und unterschiedlicher Frequenz. Jean Becquerel wollte herausgefunden haben, dass die N-Strahlen durch einen Draht geleitet werden konnten. Er teilte mit, er habe die Emission von N-Strahlen durch ein Metallstück dadurch gestoppt, dass er es mithilfe von Chloroform „betäubte“. Die Strahlen könnten auch durch Schallschwingungen erzeugt werden, so Jules Macé de Lepinay.
Unter anderem der Physiker Gustave Le Bon und der Alternativmediziner Carl Huter nahmen für sich in Anspruch, schon vorher Wirkungen von N-Strahlen entdeckt zu haben, was zu einer Untersuchung durch die Académie des sciences führte, die den Prioritätsstreit zugunsten von Charpentier entschied.

## Kritik und Entlarvung
Während Forschungsergebnisse zu den N-Strahlen insbesondere in Frankreich große Aufmerksamkeit fanden, waren zahlreiche Physiker skeptisch. Lord Kelvin, William Crookes und Otto Lummer scheiterten am Nachweis von N-Strahlen. Heinrich Rubens, der nach manchen Quellen vom deutschen Kaiser Wilhelm II. beauftragt wurde, ihm diese neuartigen Strahlen vorzuführen, gelang das trotz zweiwöchigen Experimentierens und seines Schriftwechsels mit Blondlot nicht.
Als Ergebnis eines 1904 in Cambridge stattfindenden Treffens der British Association for the Advancement of Science, das auf Anregung von Rubens die N-Strahlen als Schwerpunktthema hatte, wurde der im europäischen Nationenstreit neutrale US-Amerikaner Robert Wood, dem ein Nachweis von N-Strahlen ebenfalls nicht gelang, zur Überprüfung der Entdeckung in Blondlots Labor entsandt.
Wood besuchte 1904 das Labor und berichtete darüber in Nature, ohne den Namen Blondlots zu nennen: sein Urteil war vernichtend.
Wood konnte die Detektion der N-Strahlen nicht nachvollziehen, seine Augen konnten die Helligkeitsunterschiede nicht wahrnehmen, die ihm von Blondlot und seinem Assistenten geschildert wurden. Wenn er selbst eingriff und – wie zuvor der Experimentator – mit seiner Hand die gebündelten N-Strahlen schwächte, stimmten die geschilderten Helligkeits-Beobachtungen nicht mit den Bewegungen der Hand überein. Ihm vorgelegte fotografische Aufnahmen der veränderten Helligkeit akzeptierte Wood nicht als Beleg, da die Aufnahmebedingungen nicht kontrolliert genug waren, um diverse mögliche Fehlerquellen auszuschließen. Schließlich führte Blondlot ihm das Spektrum mittels des Aluminium-Prismas vor und beschrieb die Messung von Spektrallinien. Wood erkannte physikalische Widersprüche zwischen der Spaltbreite von 3 Millimetern und dem beobachteten Abstand der Maxima in der Größenordnung von 0,1 mm und konnte weiterhin keine der Blondlotschen Beobachtungen selbst wahrnehmen. Veränderungen am Prisma führten wieder in keinem Fall zur dazu passenden Beobachtung der Helligkeiten. Auch die heimliche zwischenzeitliche Entfernung des Prismas aus der Apparatur beeinflusste die Wahrnehmung von Spektrallinien nicht. Beim abschließenden Versuch, der die durch eine N-Strahlen aussendende Eisenfeile vor den Augen stark verbesserte Sehfähigkeit im fast dunklen Labor demonstrieren sollte, vertauschte Wood unbemerkt das Eisen gegen Holz, das keine N-Strahlen emittiere. Auch das veränderte die vorgeblich verbesserte Wahrnehmung nicht. Wood unterstellte keine vorsätzliche Täuschungsabsicht, sondern legte eher nahe, dass die Experimentatoren aufgrund ihrer Erwartungen getäuscht wurden, und schlug objektivere Beobachtungsmethoden vor, beispielsweise durch Fotografien, bei denen der Fotograf selbst keine Kenntnis davon hatte, ob gerade N-Strahlen wirken sollten oder nicht (um beispielsweise eine Beeinflussung der Blendenöffnungszeiten auszuschließen).
Neben Woods Bericht in Nature gibt es noch deutlich ausgeschmücktere Schilderungen seines Besuchs, die gegenseitige Täuschungsversuche und Taschenspielertricks umfassen. Sie basieren auf dem 1941 erschienenen Buch Doctor Wood, Modern Wizard of the Laboratory. des Schriftstellers William Seabrook. Dieser Quelle zufolge geriet Blondlot wenig später in eine schwere Depression und verstarb in geistiger Umnachtung. Dieser Darstellung wird aber in anderen Quellen ausdrücklich widersprochen.

## Nachwirkung

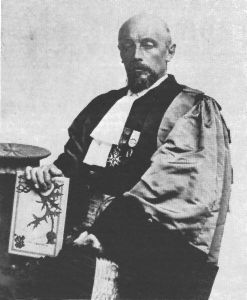
René Blondlot im Ornat der Académie des sciences, etwa 1910

Die Forschung an N-Strahlen ebbte nach der Nature-Veröffentlichung am 29. September 1904 stark ab; innerhalb weniger Monate glaubte fast niemand mehr an die Existenz solcher Strahlen. Während bis zur ersten Hälfte des Jahres 1904 noch 54 Berichte in den Comptes Rendus veröffentlicht wurden, war es im Jahr 1905 kein einziger mehr. Aber noch 1911 enthielt der „Brockhaus“ einen Eintrag „N-Strahlen“: „eine von Blondlot in Nancy entdeckte Strahlenart; sind schwer nachzuweisen, da weder sichtbar, noch photographisch wirksam; durchdringen Metalle, Holz u. a., werden von reinem Wasser absorbiert, haben eine zehnmal kleinere Wellenlänge als die äußersten ultravioletten Strahlen; ohne praktische Bedeutung.“ Webster’s Dictionary definierte N-Strahlen noch 1946 als „An emanation or radiation from certain hot bodies which increases the luminosity without increasing the temperature: as yet, not fully determined.“
Die Entdeckung einer der vom deutschen Physiker Wilhelm Conrad Röntgen vergleichbaren Strahlung durch einen Franzosen weckte in Frankreich Nationalstolz, in Deutschland dagegen Ablehnung. Éric Picholle vom Institut de Physique de Nice sieht die vermeintliche Entdeckung in einem Kontext des Revanchismus nach dem Verlust von Elsaß-Lothringen, das nach dem Deutsch-Französischen Krieg vom Deutschen Reich annektiert worden war, und der wachsenden deutsch-französischen Spannungen. Cécile Bonneau schrieb im französischen Wissenschaftsmagazin Science & Vie, dass „Artikel in der britischen Zeitschrift Nature von zunehmender Ironie durchdrungen“ gewesen seien. In Frankreich betrachteten viele den Skandal als nationale Schmach. Der französische Wissenschaftler Joseph Le Bel wird zitiert mit „Was für eine Niederlage für die französische Wissenschaft, wenn einer ihrer angesehenen Weisen die Position von Spektrallinien misst, während das Prisma in der Tasche seines amerikanischen Kollegen ruht.“ Trotzdem ehrte die französische Académie des sciences Blondlot Ende 1904 auf ihrer Jahrestagung mit dem Leconte-Preis (der manchmal in Literatur auch mit dem Lalande-Preis verwechselt wird), auch um das Vertrauen in ihn als Versuchsleiter zu unterstützen; in der Preisbegründung wurden aber primär andere Verdienste aufgezählt.
Als die Zahl der das Phänomen N-Strahlen befürwortenden Wissenschaftler auf eine kleine Gruppe Franzosen geschrumpft war, wurde auch die chauvinistische Meinung geäußert, nur manche Völker würden die intellektuelle wie sensorische Qualität für die Wahrnehmung der N-Strahlen haben. Die Angelsachsen seien durch den Einfluss von Nebel, die Teutonen durch die andauernde Einflößung von Bier abgestumpft.
Blondlot forschte weiter und glaubte mindestens bis 1926 an die Existenz der N-Strahlen. Den Vorschlag der Editoren der Comptes Rendus, Experimente in einem Blindversuch anzustellen, bei dem Blondlot nicht wüsste, ob er gerade ein (seiner Theorie nach) N-Strahlen aussendendes Material oder nicht verwendet, lehnte er nach langer Bedenkzeit 1906 ab.
Esoteriker greifen das Konzept auch im 21. Jahrhundert weiter auf.
Dieses klassische Beispiel wissenschaftlicher Fehlleistungen wird oft Studienanfängern der Physik erzählt, um typische Fehler bei wissenschaftlicher Arbeit zu verdeutlichen. In der Regel wird es interpretiert als Folge der mangelnden Kontrolle gegenüber erwartungsgeleiteter Selbsttäuschung.

“The story of N-rays, which fooled many respectable scientists, has been used ever since as a cautionary tale of how easy it is to deceive oneself into seeing something that is not really there.”